# Gottfried Silbermann
Gottfried Silbermann (14 de enero de 1683, Kleinbobritzsch, Alemania - 4 de agosto de 1753, Dresde, Alemania) fue un influyente constructor de instrumentos de teclado alemán. Fabricó clavecines, clavicordios, órganos y pianos.

## Biografía

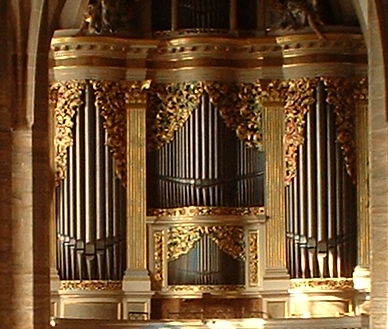
«Gran Órgano» de la catedral de Santa María de Freiberg, terminado en 1714.

Muy poco se sabe sobre la juventud de Gottfried Silbermann. Nació el 14 de enero de 1683 en la ciudad alemana de Kleinbobritzsch y era el hijo menor del carpintero Michael Silbermann. Se trasladó a la cercana ciudad de Frauenstein en 1685 y es posible que Gottfried también aprendiera carpintería allí. Más tarde, en 1702, se trasladó a Estrasburgo, donde aprendió la fabricación de órganos de su hermano y entró en contacto con la escuela franco-alsaciana de construcción de órganos. Regresó a Sajonia, como maestro artesano en 1710 y abrió su propio taller de órganos en Freiberg un año más tarde. Su segundo proyecto en Alemania fue el «Gran Órgano» de la catedral de Santa María de Freiberg, terminado en 1714.
Silbermann murió en Dresde en 1753, probablemente como resultado de un envenenamiento por plomo, mientras trabajaba en la fabricación del órgano en la catedral Hofkirche.

## Silbermann y el piano
Silbermann también fue una figura central en la historia del piano. Construyó el primer fortepiano alemán, transmitiendo a constructores posteriores las ideas cruciales de Bartolomeo Cristofori, el inventor del piano. La evidencia del Léxico Universal de Johann Heinrich Zedler indica que el primer piano de Silbermann se construyó en 1732.
Durante la década de 1740, el rey Federico el Grande de Prusia se familiarizó con los pianos de Silbermann y compró varios de ellos. 
Contrató a Carl Philipp Emanuel Bach, que tocaba fortepianos Silbermann y escribió música para este modelo de fortepiano en particular. También fueron interpretados por Johann Sebastian Bach durante su visita a Potsdam, donde durante su segunda visita los pianos Silbermann conocieron a la «aprobación completa» de Bach (völlige Gutheißung).
Dos de los pianos de Silbermann todavía se encuentran en los palacios de Federico el Grande en Potsdam. También hay un piano Silbermann original en el Museo Nacional Germano. En los últimos años, Gottfried Silbermann (1749) se ha utilizado como modelo para realizar una copia moderna del instrumento.